# Публий Касий Секунд
Публий Касий Секунд (на латински: Publius Cassius Secundus) е политик и сенатор на Римската империя през 2 век.
Произлиза от фамилията Касии. През 138 г. той е суфектконсул заедно с Марк Ноний Муциан.